# René Cavally

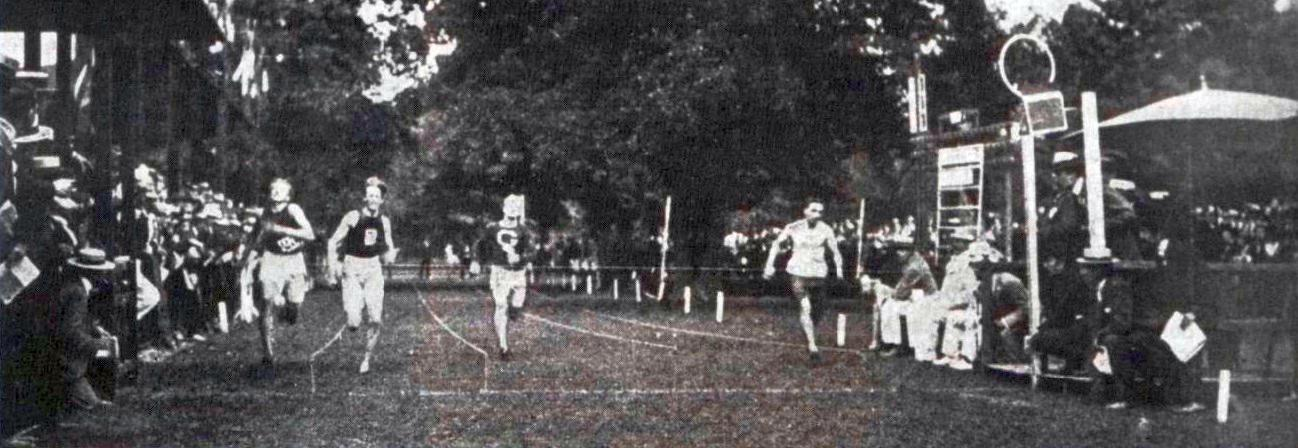
René Cavally, le premier champion de France d'athlétisme en 1888, sur 100 mètres.

René Cavally, né le 13 février 1870 à Paris 9e et mort le 22 mars 1946 à Saint-Maur-des-Fossés, est un athlète et un joueur de rugby à XV français.

## Biographie
Licencié au Racing Club de France, René Cavally est le premier sprinter notable français, les départs de courses s'effectuant alors "au drapeau" simplement. Il fut l'inventeur du saut de haies dit "à la Cavally", puis il devint coureur cycliste durant la première moitié des années 1890, membre de l'Association vélocipédique d'amateurs se spécialisant alors dans les épreuves de vitesse sur piste (quelques victoires à la clé en 1890, et 1891 sur 10 kilomètres), avec une interruption en 1892-93 due à ses obligations militaires (dans les dragons, à Meaux).
Il fit aussi partie de la première équipe de rugby à XV championne de France en 1892, en évoluant au centre des lignes avant.
Ce racingman (jusqu'en 1892) vécut en banlieue parisienne.

## Palmarès en athlétisme
- Six fois Champion de France d'athlétisme :
  - 100 mètres: 1888 (11 s 6, pour la première édition, à 18 ans), 1889 et 1890;
  - 400 mètres: 1888 (53 s 4) et 1889;
  - 110 mètres haies: 1890 (16 s 8).